# 阿部薫 (サックス奏者)
阿部 薫（あべ かおる、1949年5月3日 - 1978年9月9日）は、フリー・ジャズのアルトサックスプレイヤー。他にソプラニーノサックス、バスクラリネット、ハーモニカ等もプレイする。神奈川県川崎市出身。

## 来歴
高校中退後、本格的にアルトサックスを吹き始め、1968年川崎市のジャズスポット「オレオ」でサクソフォーン奏者としてデビュー。
1970年にフリー・ジャズ・ギタリストの高柳昌行とのデュオ・アルバム『解体的交感』を発表する。ライブ活動の傍ら、1973年3月には初のソロ・アルバム『彗星パルティータ』を、劇作家の芥正彦のプロデュースで録音（発表は死後の1981年）、1975年に音楽評論家の間章プロデュースによるソロ・コンサート「なしくずしの死」を録音した同名のアルバムを翌年に発表、これが生前唯一のソロ・リリースとなる。
1976年には、トリオレコードで初のレコーディング・セッション（プロデュース：稲岡邦彌）を行うが、当時は発表されず、1992年に『スタジオ・セッション1976.3.12』として発売された。1977年にミルフォード・グレイヴスのアルバム『メディテイション・アマング・アス』、1978年にはデレク・ベイリーのアルバム『DUO&TRIO IMPROVISATION』に参加、同年に公開された若松孝二監督の映画『十三人連続暴行魔』では音楽を担当し、映画には本人の演奏姿も収められている。
1973年小説家／女優の鈴木いづみと婚約。一人娘を授かるが、1977年に離婚。
1978年9月9日、薬物の過剰摂取により29歳で急死した。
歌手の坂本九は叔父に当たる。坂本九の次姉・喜久代が阿部の母。

## 再評価
死後、再評価の気運が高まり、1981年には1973年録音の『彗星パルティータ』（ソロ）、1975年録音の『北(NORD)』（吉沢元治とのデュオ）が相次いでリリースされる。なお『北(NORD)』は1976年発売の『なしくずしの死 (MORT A CREDIT)』と同様、タイトルはルイ＝フェルディナン・セリーヌの小説のタイトルに由来する。
また1989年には『Last Date 8.28, 1978』の発売に合わせ、阿部薫覚書編纂委員会編『阿部薫覚書：1949-1978』が刊行。1991年にはテレビ朝日の深夜番組『プレステージ』でも特集される。その後もDIWレコードより『ソロ・ライヴ・アット・騒』シリーズ（全10作）、PSFレコードのJ・Iコレクション・シリーズ（全7作）、福島にあったジャズ喫茶「パスタン」での演奏を収めた『Live At Passe-Tamps』シリーズ（全12作）をはじめとして、死後に発掘された多くのライブ音源がリリースされている。1992年には阿部薫と鈴木いづみをモデルにした稲葉真弓の小説『エンドレス・ワルツ』が刊行され、1995年に若松孝二監督・町田康主演で映画化もされた。
高柳昌行は、阿部と共演した1970年当時に阿部のことを「20年ジャズをやっているが、こんなに恐ろしいミュージシャンに会ったことがない。彼は今迄のミュージシャンとは次元が違う。感性、知性どちらにも溺れず、総合的な意味で音楽家として自立している」と述懐している。

## ディスコグラフィ

### アルバム（録音順）
- 『1970年3月、新宿』阿部薫TRIO / 1970.3.15録音（P.S.F.RECORDS / PSFD-56 / 1995）
- 『STATION '70』高柳昌行・阿部薫 / 1970.6.18&5月or6月録音（JINYA DISC / B-33 / 2020）
- 『リアル・ジャズ』高柳昌行・阿部薫 / 1970.5〜7月録音（JINYA DISC / B-35 / 2024）
- 『解体的交感（ニュー・ディレクション）』高柳昌行・阿部薫 / 1970.6.28録音（Sound Creators Inc. / SCi - 10101 / 1970）
- 『集団投射 - Mass Projection』高柳昌行・阿部薫 / 1970.7.9録音（DIW / DIW-424 / 2001）
- 『漸次投射 - Gradually Projection』高柳昌行・阿部薫 / 1970.7.9録音（DIW / DIW-425 / 2001）
- 『LIVE AT JAZZBED』高柳昌行・阿部薫・山崎弘 / 1970.9.27録音（JINYA DISC / B-32 / 2020）
- 『Jazz Bed』阿部薫・山崎弘 / 1971.1.24録音（P.S.F.RECORDS / PSFD-67 / 1997）
- 『アカシアの雨がやむとき』阿部薫・佐藤康和 / 1971.10.31録音（WAX / TKCA-71098 / 1997）
- 『風に吹かれて』阿部薫 / 1971.12.4録音（WAX / TKCA-71097 / 1997）
- 『暗い日曜日』阿部薫 / 1971.12.6録音（WAX / TKCA-71096 / 1997）
- 『またの日の夢物語』阿部薫 / 1972.1.21録音（P.S.F.RECORDS / PSFD-40 / 1994）
- 『光輝く忍耐』阿部薫 / 1972.4.11録音（P.S.F.RECORDS / PSFD-46 / 1994）
- 『木曜日の夜』阿部薫 / 1972.7.13録音（P.S.F.RECORDS / PSFD-66 / 1997）
- 『WINTER1972』阿部薫 / 1972.12.16録音（P.S.F.RECORDS / PSFD-158 / 2004）
- 『彗星パルティータ』阿部薫 / 1973.3録音（Nadja / PA-6137-38 / 1981）
- 『遥かな旅路』阿部薫 / 1973.3.30録音（P.S.F.RECORDS / PSFD-207 / 2012）
- 『Live At Passe-Tamps 6』阿部薫・吉沢元治 / 1974.3.11&1976.2.28録音（Passe-Tamps's Disk / 6 / 1999）
- 『なしくずしの死 (MORT A CREDIT)』阿部薫 / 1975.10.16&18録音（ALM Records / AL-8-9 / 1976）
- 『北(NORD)』阿部薫・吉沢元治 / 1975.10.16＆18録音（ALM-Uranoia / UR-5 / 1981）
- 『Live At Passe-Tamps 8』阿部薫 / 1976.1.25録音（Passe-Tamps's Disk / 8 / 1999）
- 『Live At Passe-Tamps 9』阿部薫 / 1976.1.25録音（Passe-Tamps's Disk / 9 / 1999）
- 『Live At Passe-Tamps 10』阿部薫 / 1976.2.28&8.30録音（Passe-Tamps's Disk / 10 / 1999）
- 『Live At Passe-Tamps 16』阿部薫 / 1976.2.28&8.30録音（Passe-Tamps's Disk / 16 / 1999）
- 『Live At Passe-Tamps 11』阿部薫 / 1976.2.29録音（Passe-Tamps's Disk / 11 / 1999）
- 『スタジオ・セッション 1976.3.12』阿部薫 / 1976.3.12録音（VIVID SOUND / VSCD-304 / 1992）
- 『Live At Passe-Tamps 12』阿部薫 / 1976.5.30録音（Passe-Tamps's Disk / 12 / 1999）
- 『Live At Passe-Tamps 13』阿部薫 / 1976.6.20録音（Passe-Tamps's Disk / 13 / 1999）
- 『Live At Passe-Tamps 14』阿部薫 / 1976.9.16録音（Passe-Tamps's Disk / 14 / 1999）
- 『Live At Passe-Tamps 15』阿部薫 / 1976.9.23録音（Passe-Tamps's Disk / 15 / 1999）
- 『Meditation Among Us』Milford Graves / 1977.7.28録音（Kitty Records / MKF 1021 / 1977）
- 『Live at 八王子アローン Sep.3.1977』阿部薫・井上敬三・中村達也 / 1977.9.3録音（DIW / DIW-3044 / 2015）
- 『19770916@AYLER. SAPPORO』阿部薫 / 1977.9.16録音（doubtmusic / DMH171 / 2020）
- 『ソロ・ライヴ・アット・騒vol.1』阿部薫 / 1977.9.30 & 10.29 & 12.17録音（DIW / DIW-371 / 1990）
- 『Live At Passe-Tamps 17』阿部薫 / 1977.11.23録音（Passe-Tamps's Disk / 17 / 1999）
- 『Live At Passe-Tamps 18』阿部薫 / 1977.11.24録音（Passe-Tamps's Disk / 18 / 1999）
- 『阿部薫／アカシアの雨がやむとき』阿部薫・豊住芳三郎 / 1977.11.25 & 1978.3.26録音（DIW / DIWS-2 / 1991）
- 『ソロ・ライヴ・アット・騒vol.2』阿部薫 / 1978.1.12録音（DIW / DIW-372 / 1990）
- 『MANNYOKA』阿部薫・豊住芳三郎 / 1978.1.13 & 7.7録音（NO BUSINESS RECORDS / NBCD-107 / 2018）
- 『Overhang Party / Senzei』阿部薫・豊住芳三郎 / 1978.2.25 & 4.15 & 4.30録音（Qbico / QBICO 22/23 / 2004）
- 『Aida’s Call』阿部薫・吉沢元治・近藤等則・Derek Bailey / 1978.3.3録音（STARLIGHT FURNITURE COMPANY / *09 / 1999）
- 『ソロ・ライヴ・アット・騒vol.3』阿部薫 / 1978.3.10録音（DIW / DIW-373 / 1990）
- 『Duo & Trio Improvisation』Derek Bailey / 1978.4.19録音（Kitty Records / MKF 1034 / 1978）
- 『The Music ... Hardcore Jazz』阿部薫・近藤等則・高木元輝・Derek Bailey・土取利行・吉沢元治 / 1978.4.19録音（Kitty Records / BCC-1018 / 2003）
- 『ソロ・ライヴ・アット・騒vol.4』阿部薫 / 1978.4.29録音（DIW / DIW-374 / 1990）
- 『ソロ・ライヴ・アット・騒vol.5』阿部薫 / 1978.5.21録音（DIW / DIW-375 / 1990）
- 『ソロ・ライヴ・アット・騒vol.6』阿部薫 / 1978.5.26 & 6.16録音（DIW / DIW-376 / 1990）
- 『ソロ・ライヴ・アット・騒vol.7』阿部薫 / 1978.6.16録音（DIW / DIW-377 / 1991）
- 『ソロ・ライヴ・アット・騒vol.8』阿部薫 / 1978.7.7録音（DIW / DIW-378 / 1991）
- 『ソロ・ライヴ・アット・騒vol.9』阿部薫 / 1978.7.7録音（DIW / DIW-379 / 1991）
- 『オーヴァーハング・パーティー』阿部薫・豊住芳三郎 / 1978.8.5&13録音（ALM-Uranoia / UR-2W / 1979）
- 『ソロ・ライヴ・アット・騒vol.10』阿部薫 / 1978.8.19録音（DIW / DIW-380 / 1991）
- 『Last Date 8.28, 1978』阿部薫 / 1978.8.28録音（DIW / DIW-335 / 1996）
- 『The Last Recording』阿部薫 / 1978.8.29録音（DIW / DIW-458 / 2003）

### ボックス・セット
- 『ソロ・ライヴ・アット・騒・コンプリートボックス』（CD11枚組 / DIW / AK-001 / 1995)
- 『阿部薫 CD BOX 1970~1973』（CD7枚組 / Youth Inc / YOUTH-142 / 2012)
- 『阿部薫 未発表音源＋初期音源』（CD4枚組 / Youth Inc / YOUTH-165 / 2012）
- 『完全版 東北セッションズ 1971』阿部薫・佐藤康和（CD3枚組 / King International / KKJ9003 / 2020）

## 関連書籍
- 『阿部薫覚書 - 1949-1978』阿部薫覚書編纂委員会：編／ランダムスケッチ／1989年
- 『阿部薫1949〜1978』中上健次、村上龍、坂本龍一、五木寛之、山下洋輔、他／文遊社／1994年・増補改訂版／2001年1月／ISBN 4892570362
- 『鈴木いづみ×阿部薫 ラブ・オブ・スピード』文遊社／2009年8月／ISBN 4892570621
- 『ライブ・アット騒（GAYA)─阿部薫、鈴木いづみ、フリージャズメンとの日々─』騒恵美子／DU BOOKS／2011年12月／ISBN 4925064479
- 『阿部薫写真集 OUT TO LUNCH』五海ゆうじ／K&Bパブリッシャーズ／2013年10月／ISBN 4902800411
- 『〈なしくずしの死〉への覚書と断片』（間章著作集 II）間章／月曜社／2013年11月／ISBN 4865030085
- 『阿部薫2020 - 僕の前に誰もいなかった』大友良英、ペーター・ブロッツマン、他／文遊社／2020年12月／ISBN 4892571253

## 関連映画
- 『十三人連続暴行魔』監督：若松孝二／音楽・出演：阿部薫／1978年
- 『エンドレス・ワルツ』監督：若松孝二／主演：町田康／1995年
- 『阿部薫がいた – documentary of kaoru abe -』監督：イギー・コーエン／出演：坂本喜久代　大谷能生、他／2020年